# Bernardino Zaganelli
Bernardino Zaganelli (noto anche come Bernardino da Cotignola) (Cotignola, 1460/1470 – Imola, 1519) è stato un pittore italiano.

## Biografia

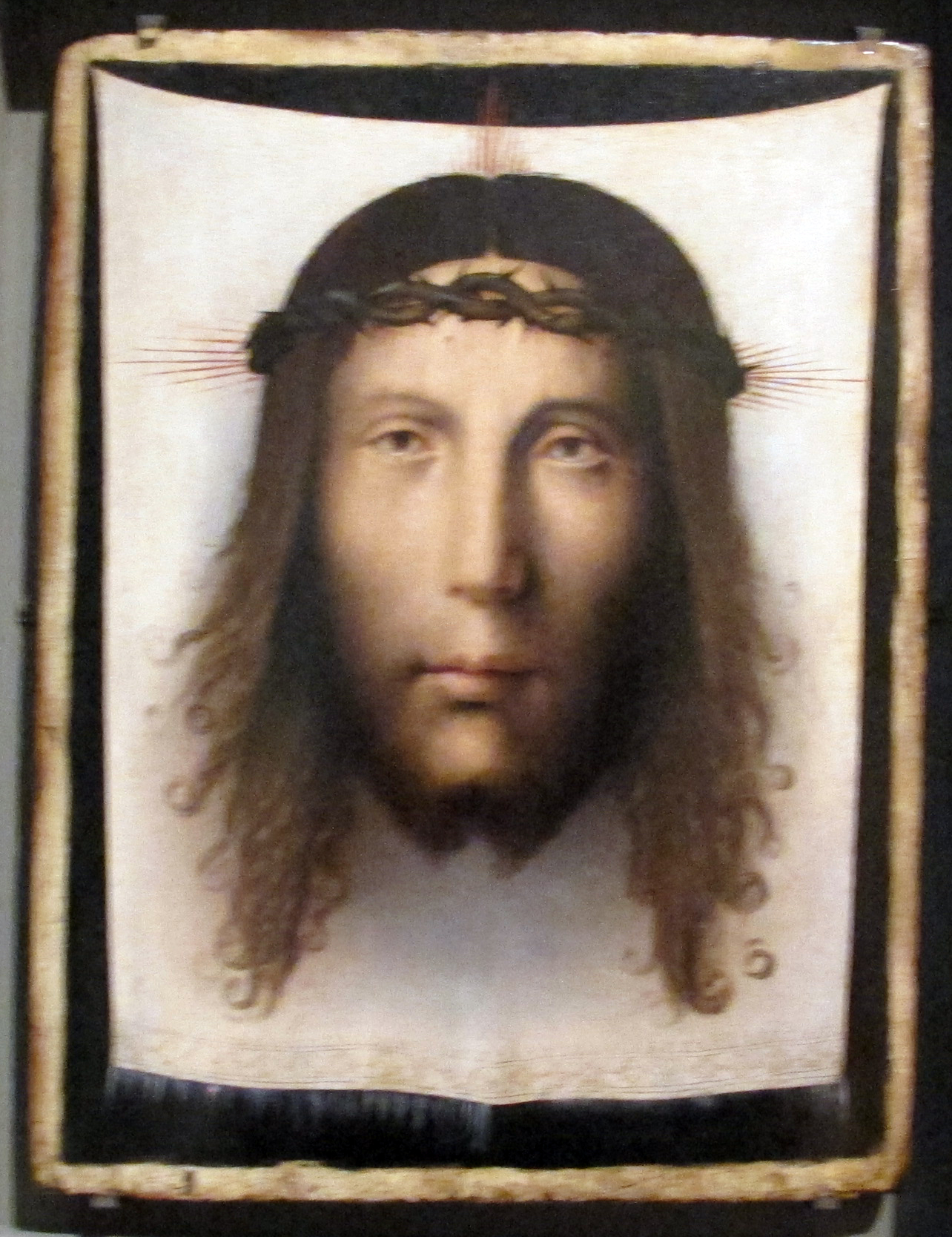
Velo della Veronica, Philadelphia Museum of Art.

Con il fratello Francesco occupa un posto di rilievo nella pittura romagnola di transizione tra i modelli tradizionali quattrocenteschi ed il graduale rinnovamento dei primi decenni del XVI secolo. La sua formazione è avvenuta in area ferrarese e bolognese con uno sguardo verso la pittura d'Oltralpe.
Inizialmente Bernardino e Francesco lavorarono assieme, come dimostrato nella Madonna con i Santi Floriano e Giovanni Battista  della Pinacoteca di Brera, firmata da entrambi nel 1499, dove è forte l'impronta della scuola ferrarese, ma arricchita di apporti veneti, perugineschi e fiamminghi e della conoscenza di Melozzo da Forlì e di Marco Palmezzano..
Il percorso stilistico di Bernardino si separa da quello del fratello intorno al 1513, quando Francesco risulta titolare unico di una bottega a Ravenna e firma da solo l'Immacolata Concezione della Pinacoteca di Forlì e il San Sebastiano della Pinacoteca nazionale di Ferrara e l'anno successivo il Battesimo di Cristo della National Gallery di Londra. Le sue   opere saranno sempre più caratterizzate da una forte insistenza grafica e da contatti con la pittura veneta, mentre quelle di Bernardino pur seguendo la linea del fratello si mostreranno con forme più dolci e molto raffinate.